# Bastrop (Louisiana)
Bastrop és una població dels Estats Units a l'estat de Louisiana. Segons el cens del 2000 tenia 12.988 habitants.

## Demografia
Segons el cens del 2000, Bastrop tenia 12.988 habitants, 4.723 habitatges, i 3.301 famílies. La densitat de població era de 596,3 habitants/km².
Dels 4.723 habitatges en un 33,1% hi vivien nens de menys de 18 anys, en un 37% hi vivien parelles casades, en un 28,6% dones solteres, i en un 30,1% no eren unitats familiars. En el 27,2% dels habitatges hi vivien persones soles el 12,5% de les quals corresponia a persones de 65 anys o més que vivien soles. El nombre mitjà de persones vivint en cada habitatge era de 2,66 i el nombre mitjà de persones que vivien en cada família era de 3,25.
Per edats la població es repartia de la següent manera: un 30,1% tenia menys de 18 anys, un 10,1% entre 18 i 24, un 25,6% entre 25 i 44, un 18,8% de 45 a 60 i un 15,5% 65 anys o més.
L'edat mediana era de 33 anys. Per cada 100 dones de 18 o més anys hi havia 75,3 homes.
La renda mediana per habitatge era de 20.418 $ i la renda mediana per família de 26.250 $. Els homes tenien una renda mediana de 30.477 $ mentre que les dones 15.813 $. La renda per capita de la població era de 10.769 $. Entorn del 29,6% de les famílies i el 35,3% de la població estaven per davall del llindar de pobresa.

## Poblacions més properes
El següent diagrama mostra les poblacions més properes.